# Civitella Paganico
Civitella Paganico település Olaszországban, Toszkána régióban, Grosseto megyében. Lakosainak száma 2900 fő (2023. január 1.). Civitella Paganico Campagnatico, Montalcino, Monticiano, Murlo, Roccastrada és Cinigiano községekkel határos.

## Népesség
A település lakossága az elmúlt években az alábbi módon változott:
| Lakosok száma | 3173 | 3181 | 2900 |
|               | 2017 | 2018 | 2023 |